# Колесников Володимир Володимирович
Володи́мир Володи́мирович Коле́сников (* 1977) — український живописець, член НСХУ (2013).

## Життєпис
Народився 1977 року в місті Полтава. Син Володимира Колесникова і Тетяни Волошко, брат Дмитра Колесникова.
У 1992 році вступив у Харківське державне художнє училище на факультет живопису. У 1995 році продовжив навчання у Львівській національній академії мистецтв, 1998 року перевівся в Національну академію образотворчого мистецтва і архітектури в Києві на факультет живопису (майстерня М. Стороженка).
Від 2002 року працює у Київському університеті технологій і дизайну; з 2009-го — доцент кафедри рисунка та живопису.
З 2004 року — учасник всеукраїнських художніх виставок. Персональні відбувалися у Києві (2006), Полтаві (2010, 2012), Пряшеві (2011), Липанах (2013).
Основні напрями — станковий та монументальний живопис. Створює натюрморти, пейзажі, портрети у реалістичному стилі, монументальні розписи, вітражі та мозаїки.
Від 2008 року як другий художник-постановник брав участь у зйомках телесеріалів «Без особливих прикмет», «Двері», «Свати».
З 2013 року — член Національної спілки художників України. Активний учасник пленерів в Україні та за кордоном.
10 лютого 2022 року в галереї НЮ АРТ (Київ) відкрилась персональна виставка художника «У пошуках амазонок» . В експозиції виставки представлено близько 50 витворів живопису і графіки, більшість з яких ще не виставлялася публічно.

## Родина
Дружина — Марина Розуванова.

## Роботи
- «Музи» (2001)
- «Художник за роботою (Батько)» (2007)
- «Торс у природі» (2010)
- «Кримський каньйон узимку» (2010)
- «Чудесні скелі» (2010)
- «Перед грозою» (2010)
- «Виноградники» (2010)
- «Осінь» (2010)
- «Останній промінь світла» (2010)
- «Гора Кішка» (2010)
- «Оголена» (2010)
- «Верба» (2011)
- «Піони» (2011)
- Дивовижний острів (2017—2018)
- Фруктова фея (2018)
- Весна (2019)
- Літо (2019)
- Осінь (2019)
- Зима (2019)
- Вітрильник (2019)
- Ніжна фіалка (2019)
- Народження весни (2019)
- Сонячні зайчики (2019)
- Спокушена місячним світлом (2019)
- Замріяна (2020)
- Ніч така місячна (2020)
- Ранкові промені (2020)
- Спалах почуттів (2020)
- Сон у квітах (2020)
- День та Ніч (2020)
- На березі жовтого моря (2020)
- Ніч на Івана Купала (2021)
- Рожеві фламінго (2021)
- Серед червоних скель (2021)
- Мати соняшників (2021)
- Губи твої червоні (2021)
- Квітка (2021)
- Moon watching (2021)